# 八縣宿禰神
八縣宿禰神（やつあがたすくねのかみ、やのあがたすくねのかみ）は、古代日本の人物または神。

## 概要
別名・異表記に八県宿禰神、箭津安賀多神（やつあがたのかみ）、八縣宿祢命、佐和惠多良六老彦神（さわえたら - 読み不明 - ひこのかみ）、六老彦神がある。また新海三社神社では建御名方神の子・興波岐命や大県神の別名としている。御子神の健志奈乃命は『修補諏訪氏系図』において建御名方神の御子神の健志奈命とは別の神としており、諏訪氏の祖神に位置づけている。
国史としては『日本三代実録』を初見とし、もとは従五位下であったとされる。
貞観十年三月九日に正五位下を授与される。

## 系譜

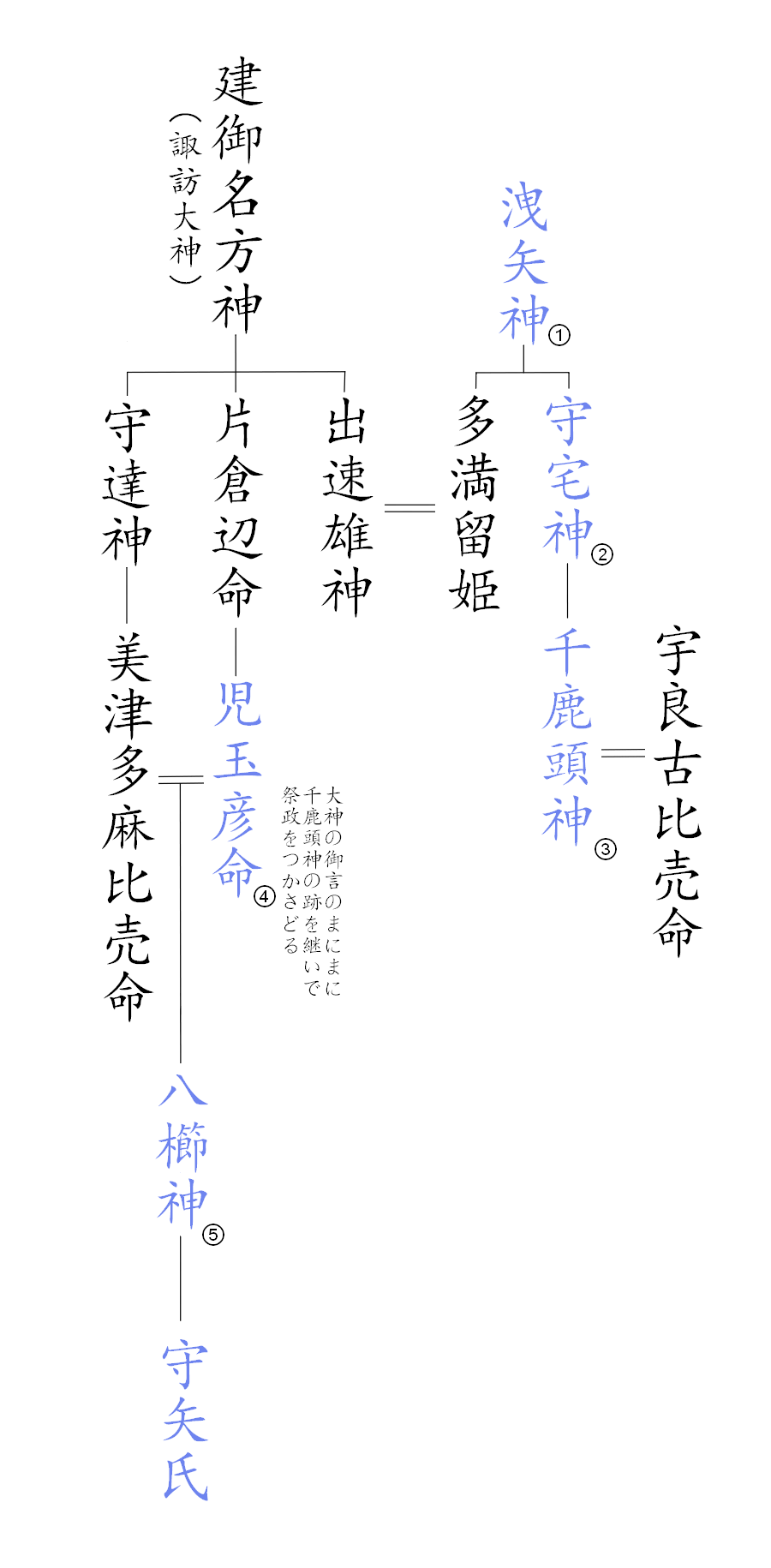
守矢氏の最初の五代
（洩矢神から八櫛神まで）

建御名方神と八坂刀売神の子・出早雄命（后は多満留姫か）の子。
兄妹に可毛羽神、若木比売神、草奈井比売神、伊津早姫神がおり、これに加え大縣神、内安賀多神、外安賀多神を記す系図もあるほか、会津比売神を加えたこれら兄妹は八縣宿禰神の御子神ともされる。

## 祀る神社
- 旧七社明神（長野県茅野市玉川神之原）　現在は廃社
- 新海三社神社（長野県佐久市田口宮代）
- 五加八幡神社（長野県上田市五加）
- 霧降宮切久保諏訪神社（長野県白馬村北城切久保）